# Обращение к оракулу (картина)
«Обращение к оракулу» (англ. Consulting the Oracle) — картина английского художника Джона Уильяма Уотерхауса, написанная в 1884 году. Полотно находится в коллекции галереи Тейт.

## История
В 1884 году Энтони Хобсон в The Illustrated London News назвал полотно «одной из главных работ года». Критик отметил, что картина помогла «утвердить Уотерхауса как классического художника». Картина была куплена сэром Генри Тейтом, который включил её в своё завещание для нации в 1894 году.

## Описание и критика
Магия и пророчество служили важными элементами в творчестве Уотерхауса. На картине «Обращение к оракулу», написанной в 1884 году, изображена группа из семи девушек, сидящих полукругом в храме вокруг освещённого светом алтаря и в волнении ожидающих, пока жрица интерпретирует слова оракула. Персонажи находятся в пьянящей от благовоний атмосфере и жрица жестом показывает женщинам, чтобы они замолкли, пока она пытается интерпретировать слова мумифицированной головы оракула. Обстановка сцены имеет ближневосточный колорит и, вероятно, заимствована Уотерхаусом из работ таких художников, как ориенталисты Джон Фредерик Льюис (1805—1876) и Жан-Леон Жером (1824—1904). Тонкие, богато украшенные детали сцены делают полотно одним из лучших произведений художника.
Когда картина была впервые выставлена в Королевской академии она так объяснялась: «Оракул или терафим представлял собой человеческую голову, обработанную специями, которая была прикреплена к стене, и перед ней и другими ритуалами зажигались лампы, воображение прорицателей было так возбуждено, что им казалось, будто они слышат тихий голос, говорящий о будущих событиях». Картину можно сравнить с его более поздним полотном «Магический круг» (1886).
Энтони Хобсон сравнивал композицию картины с замочной скважиной, объясняя, что «это относится не к телескопическому изображению сцены, а к группе фигур в форме замочной скважины, в которой кольцо зрителей концентрирует своё внимание на другой единственной фигуре». Композиция, при всей её экзотичности, по сути, классическая. Ряд арочных окон, полукруглый дизайн пола и широкий мраморный шаг задают ритм в картине. Это уравновешивается диагоналями узорчатых ковров и наклонённого тела жрицы, её рука выступает на фоне дневного света, струящегося через открытое окно. Выражения женщин усиливают атмосферу напряжения, пока жрица ждёт, пока заговорит оракул.